# Oberdießen
Oberdießen ist ein Ortsteil der Gemeinde Unterdießen im oberbayerischen Landkreis Landsberg am Lech. Der Haltepunkt Oberdießen liegt an der Fuchstalbahn, jedoch halten keine Züge. In diesem idyllischen Ort gibt es mehr Kühe als Einwohner.

## Geografie
Das Pfarrdorf Oberdießen liegt circa einen Kilometer südlich von Unterdießen am Rande eines Höhenzuges und wird vom Wiesbach durchflossen.
In Oberdießen befindet sich die Pfarrkirche St. Rupert, ein spätgotischer Bau aus dem 15. Jahrhundert, der um 1740 barockisiert wurde.
Durch Oberdießen verläuft die Romantische Straße.

## Geschichte
Am 1. Juli 1972 wurde die bis dahin selbstständige Gemeinde nach Unterdießen eingegliedert.

## Bodendenkmäler
Siehe: Liste der Bodendenkmäler in Unterdießen